# Praxitea (hija de Frásimo)
En la mitología griega, Praxitea o Praxítea (griego antiguo: Πραξιθέα: Praxithéa), que aparece principalmente en la Biblioteca mitológica, es una reina consorte y la esposa de Erecteo. Fue hija de Frásimo y Diogenia, hija del Cefiso. 
Los hijos que Erecteo engendró específicamente con Praxitea son «Cécrope, Pandoro y Metión, y sus hijas Procris, Creúsa, Ctonia y Oritía —a la que raptó Bóreas». Otros hijos de Erecteo sin especificar la consorte fueron Tespio, Eupálamo, Sición (epónimo de la ciudad), Orneo, Mérope, Pandora y Protogenia.
En una fuente tardía se nos habla de «dos hermanas, Aglauro y Pandora, hijas de Eritía», refiriéndose así a la esposa de Erictonio (Erecteo).